# Jagara
Jagara is een bestuurslaag in het regentschap Kuningan van de provincie West-Java, Indonesië. Jagara telt 1665 inwoners (volkstelling 2010).